# گلوریشی دم‌نواری
گلوریشی دم‌نواری (نام علمی: Threnetes ruckeri) نام یک گونه از سرده گلوریشی‌ها است.